# بوصير ماسغندال
بوصير ماسغندال (باللاتينية: Verbascum masguindali) نوع نباتي يتبع جنس البوصير من الفصيلة الغدبية. سمي تكريما لعالم النبات الألماني يواكيم ماسغندال (بالإنجليزية: Joaquim Mas-Guindal)‏.

## الموئل والانتشار
موطنه المغرب العربي وإسبانيا.

## مرادفات للاسم العلمي
- (باللاتينية: Celsia masguindali Pau)